# Динамій
Динамій (лат. Dynamius; бл. 545–595/596) — ректор (намісник) і патрикій Провансу в 575—587 роках.

## Життєпис
Походив зі знатного галло-римського роду Провансу. Народився близько 545 року. Здобув класичну освіту з гуманітарних наук та став знавцем права. Навесні 566 року Динамій відвідав місто Мец, де був на весіллі Сігіберта I й Брунгільди. Після цього призначається королівським нотаріусом до міста Марсель (частини Авіньйонського Провансу).
575 року призначається ректором Марсельського Провансу. Того ж року частина Марсельського Провансу (землі між Арлем і Марселем) перейшли у спільну власність Гунтрамна та його небожа Хільдеберта II.
Невдовзі почалося протистояння з Теодором, єпископом Марселя, що був прихильником Хільдеберта II. Динамій намагався відсторонити Теодора від кафедри, знущався з нього та намовляв проти нього короля. У 581 році Динамій втрутився в обрання єпископа Юзеса, поставивши на кафедру свого друга Альбіна. Але останній раптово помер через 3 місяці. Тому новим єпископом став Йовін, союзник Теодора Марсельського. Проте Динамію вдалося зробити єпископом Юзесу диякона Марцелла (сина сенатора Фелікса). Невдовзі за підтримки абата Анастасія і священника Прокула вигнав єпископа Теодора з Марселю. Проте війська австразійського герцога Ґундульфа відвоювали Марсель, вигнавши Динамія. Останній мусив дати присягу вірності Хільдеберту II.
583 року Динамія відновлено на посаді, після чого поновився його з єпископом Теодором Марсельським, який тривав до 587 року. 585 року Теодор підтримав узурпатора Гундоальда. Самого Динамія невдовзі вигнали з Провансу загони Муммола, прихильника Гундоальда. Втім вже того ж року повернувся на свою посаду. 587 року втратив посаду ректора і патрикія. Невдовзі знову замирився з Хільдебертом II.
У 592 році після об'єднання Арльського і Марсельського Провансів призначено ректором і патрикієм єдиного Провансу. Перебував на посаді до самої смерті, що сталася 595 або 596 року.